# Marie Fel
Marie Fel (Bordeus, 24 d'octubre de 1713 - Chaillot, barri de París, 2 de febrer de 1794), fou una cantant francesa filla de l'organista Henri Fel.
Dotada d'una bellesa extraordinària i una deliciosa veu, estudià la música, que dominà meravellosament, i debutà en l'Òpera el 1734, no retirant-se fins 1759. Creà nombrosos papers durant la seva carrera artística, i fou una de les intèrprets favorites de Rameau. El pintor Quentin de La Tour li va fer un retrat al pastell.
Quan es retirà donà lliçons de cant a les cantants joves, tenint entre elles a la que després seria molt coneguda Sophie Arnould.